# Adeonellopsis baccata
Adeonellopsis baccata is een mosdiertjessoort uit de familie van de Adeonidae. De wetenschappelijke naam van de soort is, als Lepralia baccata, voor het eerst geldig gepubliceerd in 1878 door Frederick Wollaston Hutton.